# جان باتيست شاركو
جان باتيست إتيان أوغست شاركو (بالفرنسية: Jean-Baptiste Charcot)‏، الذي يُطلق عليه غالبًا اسم القائد شاركوت، وُلد في نويي سور سين في 15 يوليو 1867 وتوفي في البحر (30 ميلًا شمال غرب ريكيافيك)، 16 سبتمبر 1936 ،هو طبيب ومستكشف قطبي فرنسي. ابن جان مارتن شاركو.
راد سواحل القطب الجنوبي ورسم خرائط لأجزاء من أرخبيل بالمر. توفي غرقاً.
كان رياضيًا، وكان بطلاً للرجبي الفرنسي عام 1896 وكان أيضًا صاحب الميدالية الفضية المزدوجة في الإبحار في الألعاب الأولمبية الصيفية 1900.

## السيرة الذاتية

### البدايات
التحق بالمدرسة الألزاسية من عام 1876 إلى عام 1885، حيث مارس الكثير من الألعاب الرياضية (الملاكمة، لعبة الرغبي، المبارزة). في الصف الخامس، أسس مع خمسة عشر من زملائه الصف «دون اسم»، وهو مجتمع مدرسي نظم معه في عام 1880 واحدة من الأوائل أو حتى أول مباراة مدرسية لرغبي يونيون في فرنسا.
من 1883 إلى 1887، قام بعدة سفريات مع والده (ويلز، شتلاند، هبريدس، جزر فارو، أيسلندا، جان ماين، هولندا، إسبانيا والمغرب، وسيبقي رهابًا حقيقيًا من البلدان شديدة الحرارة). في 1888، أنهى خدمته العسكرية في الكتيبة 23 للمقاتلين الألبيين كطبيب مساعد.
في عام 1891، تم قبوله في التدريب في كلية الطب، وكطبيب سافر إلى روسيا مع والده.

## روابط خارجية
- جان باتيست شاركو على موقع الموسوعة البريطانية (الإنجليزية)
- جان باتيست شاركو على موقع اللجنة الأولمبية الدولية (الإنجليزية)
- جان باتيست شاركو على موقع أوليمبيديا (الإنجليزية)